# Sarah Michelle Gellar
Sarah Michelle Prinze (rođ. Gellar, New York City, New York, SAD, 14. travnja 1977.) američka je glumica.  
Slučajno ju je pronašao agent u njujorškom restoranu te je potom je dobila ulogu u televizijskom filmu An Invasion of Privacy, a naknadno se pojavila u emisijama kao što su Spenser: For Hire i Crossbow. Gellar je svoju prvu glavnu ulogu imala 1992. u mini-seriji Swans Crossing. Za ulogu Kendall Hart u sapunici All My Children osvojila je nagradu Emmy za najbolju mladu glumicu u dramskoj seriji. 
Najpoznatija je po ulozi Buffy Summers u televizijskoj seriji Buffy, ubojica vampira. Osim po toj ulozi poznata je i po ulogama u filmovima Znam što si radila prošlog ljeta, Vrisak 2, Okrutne namjere, Scooby Doo, Scooby Doo 2 i Kletva. Glumila je i glavni lik u seriji The Ringer.